# 파벨 비코프
파벨 파블로비치 비코프(러시아어: Павел Павлович Быков, 1982년 4월 24일, 노보시비르스크 ~)는 러시아의 사브르 펜싱 선수이다. 그는 2012년 하계 올림픽의 남자 사브르 단체전에 교체요원으로 참가하였으나, 한 경기도 출전하지 못하였다.